# Odontocarya ulei
Odontocarya ulei är en tvåhjärtbladig växtart som beskrevs av Friedrich Ludwig Diels. Odontocarya ulei ingår i släktet Odontocarya och familjen Menispermaceae. Inga underarter finns listade i Catalogue of Life.